# Néjib Ghommidh
Néjib Ghommidh (12 marzo 1953) è un ex calciatore tunisino, di ruolo centrocampista.

## Palmarès

### Club

#### Competizioni nazionali
- Campionato tunisino: 2

Club Africain: 1978-1979, 1979-1980
- Coppa di Tunisia: 1

Club Africain: 1975-1976